# Кожле
 Тази статия е за селото.  За средновековната крепост вижте Кожле (крепост).  
Кожле (на македонска литературна норма: Кожле) е село в община Ибрахимово (Петровец) на Северна Македония.

## География
Селото се намира в областта Блатия на десния бряг на Пчиня.

## История
На 1,6 километра източно от селото е разположена крепостта Маркови кули. Под нея е средновековният Кожленски манастир „Рождество Богородично“ (бивш „Свети Никола“).
В 1847 година е изградена църквата „Свети Спас“.
В края на XIX век Кожле е село в Скопска каза на Османската империя. Според статистиката на Васил Кънчов („Македония. Етнография и статистика“) към 1900 година в Кожле живеят 585 българи християни.
В началото на XX век селото е разделено в конфесионално отношение. Според патриаршеския митрополит Фирмилиан в 1902 година в селото има 22 сръбски патриаршистки къщи. По данни на секретаря на Българската екзархия Димитър Мишев („La Macédoine et sa Population Chrétienne“) в 1905 година в Кожле има 344 българи екзархисти и 120 българи патриаршисти сърбомани и функционират българско и сръбско училище.
През октомври 1910 година селото пострадва по време на обезоръжителната акция на младотурците. Българският свещеник Тодор Колев е тормозен от властите.
При избухването на Балканската война 3 души от Кожле са доброволци в Македоно-одринското опълчение.
В Първата световна война 4 души от селото загиват като войнци в Българската армия.
Според германска карта, издадена в 1941 година, въз основата на преброяването на населението на Югославия от 1931 г. посочва селото като населено с 400 жители македонци.
Според преброяването от 2002 година селото има 14 жители, а според последното преброяване от 2021 година — 5 жители.
| Националност     | Всичко |
| северномакедонци | 0      |
| албанци          | 1      |
| турци            | 0      |
| роми             | 0      |
| власи            | 0      |
| сърби            | 1      |
| бошняци          | 0      |
| няма данни       | 4      |
| други            | 1      |

## Личности
Родени в Кожле
- Атанас Стоилев, български революционер от ВМОРО, четник на Тодор Паница[11] и Петър Журски[12]
- Васил Йорданов, български революционер, деец на ВМОРО, през Първата световна война, по случай 15-ата годишнина от Илинденско-Преображенското въстание, е награден с орден „За военна заслуга“ за заслуги към постигане на българския идеал в Македония[13]
- Тодор Попандреев, български свещеник, изтезаван от сръбските власти след Междусъюзническата война[14]
- Трайко Христов (1872 – ?), български революционер, деец на ВМОРО
- Ангелко Василевски (1924 – 1944), югославски партизанин[15]
- Александър Андреевски (1922 – 2005), югославски и македонски лекар специалист, основоположник на модерната оториноларингология в Република Македония[16]

Починали в Кожле
- Константин Минов (1868 – 1905), сръбски свещеник

Свързани с Кожле
- Асен Траянов (1885 – 1940), български изследовател, по произход от Кожле
- Василие Йованович (1874 – 1970), сръбски политик, по произход от Кожле
- Теодор Траянов (1882 – 1945), български поет, по произход от Кожле